# Alois Dichtl
Alois Dichtl ( 1841 Jablonec (Ogfolderhaid) – 1915 ) fue un religioso, botánico austríaco, que identificó y clasificó 25 nuevas especies vegetales

## Algunas publicaciones
- La abreviatura «Dichtl» se emplea para indicar a Alois Dichtl como autoridad en la descripción y clasificación científica de los vegetales.[3]